# ジャンルカ・ヴィアッリ
- ジャンルカ・ビアリ
- ジャンルカ・ビアッリ

ジャンルカ・ヴィアッリ（Gianluca Vialli, 1964年7月9日 - 2023年1月6日）は、イタリア・クレモナ出身の元サッカー選手、サッカー指導者。元イタリア代表。現役時代のポジションはFW。

## クラブ経歴

### クレモネーゼ
裕福な家庭に5人兄弟の末っ子として誕生した。16歳の時、サッカー選手になる夢を叶えるため、学業を放棄し、クレモネーゼのユースへ入団した。1980-81シーズンにセリエCの舞台にデビューした。1982-83シーズンからは、子供の頃のアイドルだった、エミリアーノ・モンドニコ監督の下でプレーし、FWとして徐々に成長を遂げた。1983-84シーズン、セリエBの舞台で10得点を挙げ、チームは翌シーズンのセリエA昇格を決めると、以前から獲得に興味を示していたユヴェントスが獲得を申し入れたが、既にサンプドリアと口頭合意していた。

### サンプドリア
1984-85シーズン、サンプドリアに移籍、これまでウイングでプレーしていたものの、センターフォワードとして起用されることも増え、特にロベルト・マンチーニとは良いコンビネーションを見せた。このシーズンのコッパ・イタリア決勝第2戦では、ACミランを破る得点を決め、初タイトルを獲得した。1985-86シーズン終了後、ACミランのシルヴィオ・ベルルスコーニが獲得のオファーを出したが、検討の末に残留した。1986-87シーズン、リーグ戦だけで12ゴールを記録した。1987-88シーズン、コッパ・イタリア決勝第1戦でゴールを決め、第2戦でトリノを破って優勝を果たした。
1988-89シーズンのコッパ・イタリアでは、決勝第2戦のナポリ戦でも1得点を決めるなど、大会合計13得点を挙げて3度目の優勝を果たした。1989-90シーズン、UEFAカップウィナーズカップ決勝では、2得点を決めて優勝を果たした。1990-91シーズンのリーグ戦においては19ゴールを挙げ得点王となり、スクデット獲得に貢献した。
1991-92シーズンにはUEFAチャンピオンズリーグの前身、UEFAチャンピオンズカップの決勝に進出するが、数度訪れた決定機を逃し、負傷によりレナート・ブーゾと交代、バルセロナに0-1敗れ準優勝に終わった。サンプドリアでは、公式戦321試合で141得点を記録した。

### ユヴェントス
1992年より当時世界最高額でユヴェントスへ移籍(更にエウジェニオ・コリーニ、ミケーレ・セレナらユヴェントスから4選手の譲渡が含まれていた。)、1992-93シーズンのUEFAカップでは、5得点を挙げて優勝に貢献したが、ユヴェントスでの4シーズンのうち、最初の2年間は度重なる怪我での離脱もあり、リーグ戦42試合10得点と活躍出来なかった。しかし、マルチェロ・リッピ監督就任後の2シーズン、エースストライカーとして活躍した。1994-95シーズン、1994年10月23日のクレモネーゼ戦では、ベストゴールの一つとされるのバイシクルシュートを決めるなど、17ゴールを挙げて自身2度目のスクデットを獲得。コッパイタリアでも優勝に貢献した。
1995-96シーズン、UEFAチャンピオンズリーグ、準決勝のナント戦では、第1戦で1ゴール、2戦では1ゴール1アシスト(パウロ・ソウザのゴールをアシスト、試合には敗れたが、このゴールにより合計でナントを上回り。ユベントスは決勝に進出した。)と目覚ましい活躍を見せた。決勝では、アヤックスをPK戦の末に破り、キャプテンとして優勝を果たした。シーズン後半、既にユヴェントスからは、契約延長をしないことを告げられ、退団が決定していた。

### チェルシー
1996-97シーズン、ルート・フリットが監督を務めていた、プレミアリーグのチェルシーに移籍、この年のFAカップ獲得に貢献。1997-98シーズンには、UEFAカップウィナーズカップを制した。1998-99シーズンはチェルシーのプレイングマネージャーに就任した。EFLカップでは3試合で6得点を決めるなど、プレイングマネージャーとして、このシーズン20試合で10得点を挙げたが、プレーヤーとしてのキャリアに終止符を打った。

### 引退後
サンプドリア時代の友人であるマンチーニ率いるイタリア代表のコーディネーターを務め、ユーロ2020では優勝を果たした。2019年に膵臓がんの治療のため代表チームのコーデイネーターからは離れていたが、2023年1月6日に死去した。58歳没。

## 代表歴
イタリア代表としては1985年11月16日のポーランド戦で初出場。1986年のワールドカップメキシコ大会では、途中出場で4試合に出場したが無得点、1988年ヨーロッパ選手権では、4試合全てに先発起用され、グループリーグのスペイン戦で1得点を挙げた。1987年1月24日のマルタ戦で代表初ゴールを挙げた。
1990年のワールドカップイタリア大会では、脹脛に負傷を抱え、またゴシップを報じられる中でのプレーとなった。イタリアの7試合のうち3試合に先発で出場、グループリーグ初戦オーストリア戦ではクロスでサルヴァトーレ・スキラッチの決勝点をアシスト。第2戦のアメリカ戦では、PKを外した。準決勝のアルゼンチン戦ではシュートのこぼれ球からスキラッチの得点が生まれたが、自身は無得点に終わるなど、スキラッチやロベルト・バッジョらの台頭もあって大きな活躍の機会はなかった。
1992年12月19日、ワールドカップ予選のマルタ戦に出場してゴールを挙げたが、アリゴ・サッキ監督と衝突、その後、サッキから2度の召集を受けたが、復帰を拒否した。後に「召集を拒否したのは誤った判断であった」と後悔を口にした。

## タイトル

### 個人タイトル
- UEFA欧州選手権1988ベストイレブン
- コッパ・イタリア得点王 : 1988-89
- UEFAカップウィナーズカップ得点王 : 1989-90
- セリエA得点王 : 1990-91
- イタリアサッカーの殿堂 : 2015

### サンプ
- コッパ・イタリア : 1984-85, 1987-88, 1988-89
- UEFAカップウィナーズカップ : 1989-90
- セリエA : 1990-91

### ユヴェントス
- UEFAカップ : 1992-93
- セリエA : 1994-95
- コッパ・イタリア : 1994-95
- UEFAチャンピオンズリーグ : 1995-96

### チェルシー
- FAカップ　: 1996-97
- リーグカップ : 1997-98
- UEFAカップウィナーズカップ : 1997-98

### 代表
- ワールドカップ第3位 : 1990